# Vanduzea segmentata
Vanduzea segmentata är en insektsart som beskrevs av Fowler. Vanduzea segmentata ingår i släktet Vanduzea och familjen hornstritar. Inga underarter finns listade i Catalogue of Life.